# Остап'юк Петро Володимирович
Петро́ Володи́мирович Остап'ю́к (нар. 16 червня 1988, с. Торговиця, Коломийський район, Івано-Франківська область, Українська РСР — пом. 29 травня 2014, м. Слов'янськ, Донецька область, Україна) — український правоохоронець, спецпризначенець, старшина міліції.

## Життєпис
Петро Остап'юк народився в селі Торговиця на Коломийщині. По закінченні сільської школи 2005 року вступив до Івано-Франківського коледжу фізичного виховання. За власним бажанням перервав навчання і продовжив його вже після строкової служби в Збройних Силах України, яку пройшов з 26 квітня 2007 до 16 квітня 2008 року. 2009 року здобув диплом за спеціальністю «викладач фізичної культури». Займався волейболом, був активним учасником спортивних змагань. Любив рибалити, ходити в гори.
З вересня 2009 року проходив службу в органах внутрішніх справ, міліціонер окремої роти міліції особливого призначення «Беркут» УМВС України в Івано-Франківській області.
З березня 2014 року, після розформування «Беркута», — міліціонер спеціальної роти міліції УМВС України в Івано-Франківській області. З квітня брав участь в антитерористичній операції на сході України.
29 травня 2014 року Петро Остап'юк разом з іншими бійцями івано-франківської спецроти міліції мав повертатись із зони проведення АТО на відпочинок. Близько 12:30, гелікоптер Мі-8МТ (борт «16») Національної гвардії України, на борту якого перебували прикарпатські правоохоронці, після злету з майданчику на горі Карачун, був обстріляний із лісосмуги та підбитий терористами з ПЗРК. Під час падіння вибухнули паливні баки. В результаті події загинуло 12 чоловік: шість військовослужбовців Національної гвардії, серед яких двоє членів екіпажу і генерал-майор Сергій Кульчицький, та шість представників спецпідрозділу МВС України з Прикарпаття: старші лейтенанти міліції Петро Безпалько і Василь Семанюк, старший прапорщик Володимир Шарабуряк, прапорщик Володимир Лисенчук, старший сержант Віктор Яков'як і старшина Петро Остап'юк. Вижив лише штурман екіпажу Олександр Макеєнко, який впав на дерева до падіння вертольоту.
1 червня в Івано-Франківську прощались з п'ятьма прикарпатськими правоохоронцями. Тіло Петра Остап'юка через обстріли змогли вивезти до Харкова лише 3 червня, і з ним прощались окремо. 5 червня пройшло велелюдне прощання біля приміщення обласного УМВС, наступного дня Петра поховали у рідному селі Торговиці.
Залишились батьки, два брати й сестра.

## Нагороди
20 червня 2014 року, за особисту мужність і героїзм, виявлені у захисті державного суверенітету та територіальної цілісності України, вірність військовій присязі та незламність духу, нагороджений орденом «За мужність» I ступеня (посмертно).

## Вшанування пам'яті
- 14 листопада 2014 року на Донеччині поблизу Слов'янська було урочисто відкрито і освячено перший меморіал жертвам «неоголошеної війни» на сході Україні — пам'ятний хрест, встановлений неподалік від місця, де впав збитий терористами вертоліт Мі-8МТ[7].
- У грудні 2014 року за побажанням батьків Петра Остап'юка у пам'ять про сина його колеги спорудили капличку на подвір'ї батьківського дому[8].
- 25 січня 2015 року на будівлі загальноосвітньої школи с. Торговиця урочисто відкрито та освячено меморіальну дошку на честь Петра Остап'юка[9].
- У селі Торговиці Коломийського району щороку в січні проходять змагання з волейболу, присвячені пам'яті Петра Остап'юка, в яких бере участь команда його колег з франківської роти поліції особливого призначення[10].
- 22 лютого 2018 року в Івано-Франківському коледжі фізичного виховання та спорту, на другому поверсі центрального корпусу, відкрили пам'ятну дошку загиблим в АТО бійцям, випускникам коледжу, серед яких і Петро Остап'юк[11].